# Leptoneta secula
Leptoneta secula là một loài nhện trong họ Leptonetidae.
Loài này thuộc chi Leptoneta. Leptoneta secula được miêu tả năm 1987 bởi Namkung.